# Seminario vescovile (Bedonia)
Il seminario vescovile è un edificio dalle forme neoclassiche in via Don Stefano Raffi 30 a Bedonia, in provincia di Parma; costituisce la sede del polo museale del seminario vescovile, di un ostello e di sale convegni; al suo interno sorge inoltre l'antico santuario di San Marco, mentre in adiacenza si trova il santuario della Madonna di San Marco.

## Storia
La prima scuola ecclesiastica a Bedonia fu fondata probabilmente agli inizi del XIX secolo e fu affidata in gestione nel 1835 a don Giovanni Agazzi; negli anni seguenti don Stefano Raffi, arciprete della chiesa di Sant'Antonino Martire, osservando la sempre maggiore crescita del numero di aspiranti al sacerdozio, ebbe l'idea di fondare un edificio in grado di ospitare i giovani e, appoggiato anche da Giovanni Agazzi, la espose al vescovo di Piacenza Luigi Sanvitale, che espresse un parere favorevole.
Nel 1841 furono quindi iniziati i lavori di costruzione della Casa della Gioventù, su progetto dell'ingegner Pietro Tagliasacchi, che si ispirò al Collegio Alberoni di Piacenza; il nuovo edificio, eretto in continuità col seicentesco santuario di San Marco, fu completato cinque anni dopo e inaugurato solennemente come seminario episcopale il 25 luglio del 1846 alla presenza del vescovo di Piacenza Luigi Sanvitale e di quello di Pontremoli Michelangelo Orlandi.
Viste le numerose richieste d'iscrizione, nel 1847 fu avviato il cantiere di edificazione della nuova ala est-ovest del palazzo, che fu completata nel 1865.
Il seminario fu affidato in gestione ai padri della Congregazione della missione del Collegio Alberoni, che lo mantennero fino al 1848, quando ne furono allontanati dai Dragoni ducali a causa della promozione, tra i seminaristi, di un plebiscito per l'annessione al Regno di Sardegna; al loro posto subentrarono altri religiosi piacentini.
Nel 1981 il seminario, dopo aver formato complessivamente 2473 studenti nella sua storia, chiuse definitivamente; l'ampio edificio fu quindi riconvertito in sede museale, ostello e centro congressuale.

## Descrizione

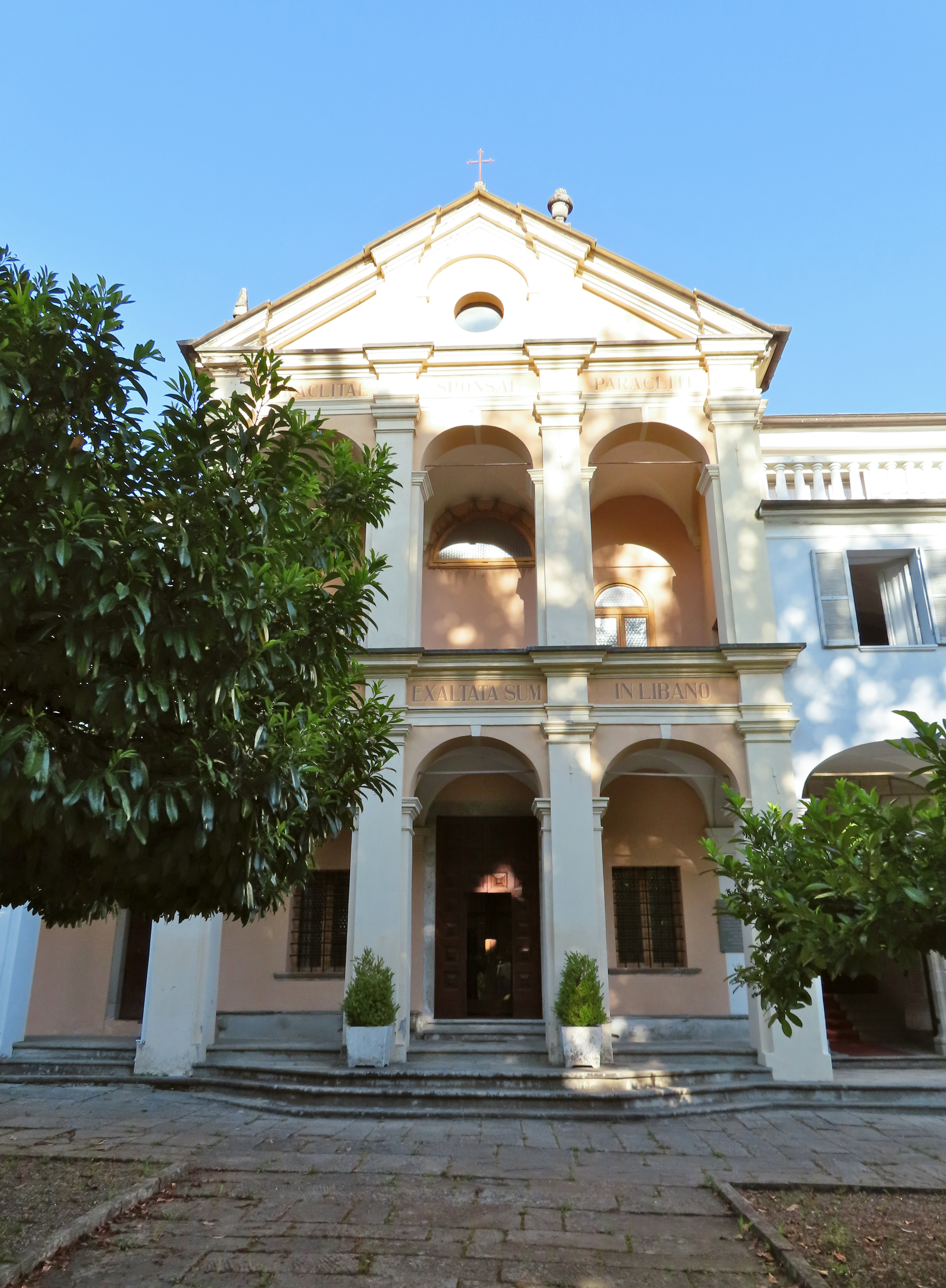
La facciata dell'antico santuario di San Marco e, sulla destra, l'ingresso del seminario vescovile

Il grande palazzo si articola su una pianta a L, estendendosi su una superficie di quasi 6000 m² distribuita su quattro livelli.
Le lunghe facciate, interamente intonacate, sono suddivise orizzontalmente da una cornice modanata tra il primo e il secondo piano; sopra il livello seminterrato, i prospetti sono scanditi verticalmente da un doppio ordine di alte lesene coronate da capitelli dorici; a coronamento si sviluppa un cornicione in aggetto.
Il portale d'ingresso principale ad arco a tutto sesto è collocato sotto a un portico all'estremità settentrionale dell'ala nord-sud, accanto alla facciata dell'antico santuario di San Marco. Quasi tutti i musei, le biblioteche e le sale convegni si trovano all'interno dell'ala est-ovest, mentre il centro audiovisivi San Marco e l'ostello sorgono nell'ala nord-sud.

### Polo museale
Il palazzo ospita complessivamente dieci musei: la pinacoteca Parmigiani, l'opera omnia di Romeo Musa, il museo e centro studi cardinale Agostino Casaroli, il fondo documentario cardinale Opilio Rossi, il centro di documentazione sull'emigrazione, la mostra permanente della devozione popolare, il museo archeologico, il museo di storia naturale, il planetario con laboratorio e il centro audiovisivi San Marco.

### Biblioteche
All'interno dell'ala est-ovest del seminario si trovano due distinte biblioteche: l'antica e la moderna.

#### Biblioteca antica
La biblioteca antica è collocata all'interno dell'ex cappella dei seminaristi, coperta da una volta a botte decorata con affreschi.
Le scaffalature accolgono circa 12 800 volumi antichi di carattere teologico, letterario, scientifico, giuridico e artistico; sono 260 le opere più pregiate risalenti al XVI secolo, mentre 5000 sono comprese tra il 1601 e il 1830; i restanti 7500 sono databili tra il 1830 e il 1920.

#### Biblioteca moderna
La biblioteca moderna, aperta al pubblico, è dotata anche di una sala lettura.
Gli spazi raccolgono circa 12 000 volumi databili a partire dal 1921.

### Sale convegni
La struttura è dotata di una sala convegni, in grado di ospitare 100 persone sedute, e di tre salette, disponibili anche per mostre temporanee.

### Parco
Sul retro del palazzo si estende sul colle di San Marco l'ampio parco, realizzato tra il 1930 e il 1940 sul luogo di un castagneto secolare distrutto da malattie.
Sono numerose le essenze arboree presenti, che si alternano agli ampi spazi a prato e ai campi sportivi: sequoie, cedri, pini neri e silvestri, abeti bianchi e rossi, pioppi bianchi, aceri, tigli, ippocastani, frassini e platani.
Nel parco è inoltre collocata una statua in bronzo raffigurante la Madonna di San Marco.